# 苏州博物馆西馆

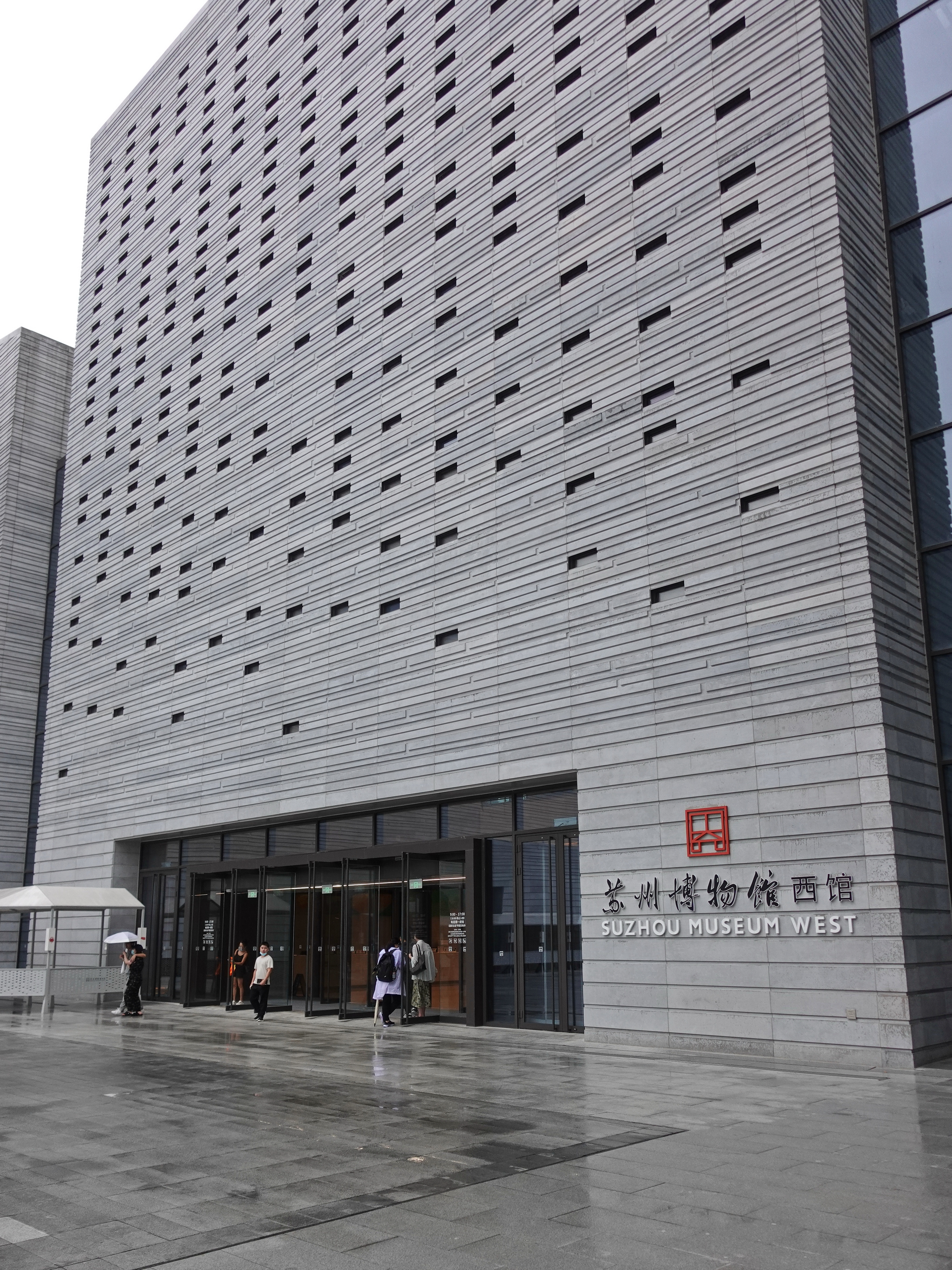
苏州博物馆西馆，2021年开放。

苏州博物馆西馆（英語：Suzhou Museum West）是一座位于江苏省苏州市的博物馆，苏州博物馆西馆位于江苏省苏州市虎丘区高新区长江路399号狮山文化广场，是苏州博物馆的分馆。

## 历史
2018年3月动工建设，2021年9月25日建成开放。整体造型呈现10个25米长的盒子状，由德国冯·格康，玛格及合伙人建筑师事务所设计建造。总建筑面积48,365平方米，展陈面积13,391平方米，由地上三层、地下一层组成，五个常设展厅包括苏州通史陈列、苏作工艺馆、国际合作馆、苏色生活馆和探索体验馆，临时展厅包括书画厅、特展I厅和临展II厅。馆藏文物2,100余件。

## 营业时间
- 周二至周日：上午九点至下午五点
- 周一闭馆

## 交通
- 苏州轨道交通1号线、3号线狮子山站